# Codice ATC A16
Il codice ATC A16 "Altri preparati per il tratto digerente e il metabolismo" è un sottogruppo del sistema di classificazione Anatomico Terapeutico e Chimico, un sistema di codici alfanumerici sviluppato dall'OMS per la classificazione dei farmaci e altri prodotti medici. Il sottogruppo A16 fa parte del gruppo anatomico A, farmaci per l'apparato digerente e del metabolismo.
Codici per uso veterinario (codici ATCvet) possono essere creati ponendo una lettera Q di fronte al codice ATC umano: QA16... I codici ATCvet senza corrispondente codice ATC umano sono riportati nella lista seguente lista con la Q iniziale.
Numeri nazionali della classificazione ATC possono includere codici aggiuntivi non presenti in questa lista, che segue la versione OMS.

## A16A Altri prodotti per il tratto alimentare e il metabolismo

### A16AA Aminoacidi e derivati
A16AA01 Levocarnitina
A16AA02 S-adenosil metionina
A16AA03 Glutammina
A16AA04 β-mercaptoetilamina
A16AA05 Acido carglumico
A16AA06 Betaina
QA16AA51 Levocarnitina, associazioni

### A16AB Enzima
A16AB01 Alglucerasi
A16AB02 Imiglucerasi
A16AB03 Alfa-galattosidasi
A16AB04 Agalsidasi beta
A16AB05 Idurosidasi
A16AB06 Sacrosidasi
A16AB07 Alglucosidasi alfa
A16AB08 Galsulfasi
A16AB09 Idursulfasi
A16AB10 Velaglucerasi alfa
A16AB11 Taliglucerasi alfa
A16AB12 Elosulfasi alfa
A16AB13 Asfotasi alfa
A16AB14 Sebelipasi alfa

### A16AX Prodotti vari per il tratto alimentare e il metabolismo
A16AX01 Acido lipoico
A16AX02 Anetolo tritione
A16AX03 Sodio fenilbutirrato
A16AX04 Nitisinone
A16AX05 Acetato di zinco
A16AX06 Miglustat
A16AX07 Tetraidrobiopterina
A16AX08 Teduglutide
A16AX09 Glicerol fenilbutirrato
A16AX10 Eliglustat
A16AX11 Benzoato di sodio
A16AX12 Trientina
A16AX13 Triacetato di uridina

## QA16Q Altri prodotti per il tratto alimentare e il metabolismo per uso veterinario

### QA16QA Farmaci per la prevenzione e/o il trattamento dell'acetonemia in campo veterinario
QA16QA01 Glicole propilenico
QA16QA02 Sodio propionato
QA16QA03 Glicerolo
QA16QA04 Ammonio lattato
QA16QA05 Clanobutina
QA16QA06 Monensin
QA16QA52 Sodio propionato, associazioni